# Сиљиодо Суп. (Торино)
Сиљиодо Суп. је насеље у Италији у округу Торино, региону Пијемонт.
Према процени из 2011. у насељу је живело 14 становника. Насеље се налази на надморској висини од 765 м.